# Sakasama no Chō
«Sakasama no Chō» (逆さまの蝶 Mariposa Invertida) es una canción interpretada por la cantante japonesa SNoW, compuesta por ella y Yamano Hideaki, y fue producida por Yasumitsu Shinto, Kenichi Fujita y la misma SNoW. Fue incluida originalmente en el primer álbum de estudio de la cantante, Hatsuyuki (2007), y fue lanzada en enero de 2006 como el segundo sencillo del álbum.
Fue un éxito comercial en Japón, Estados Unidos, parte de América Latina y varias listas musicales de Europa. La canción se convirtió
en la más famosa en la carrera de la cantante y fue ampliamente conocida por convertirse en el opening de la primera temporada del anime Jigoku Shōjo.

## Descripción General
Es el tema de apertura del anime Jigoku Shōjo. Después del lanzamiento, se produjo una película "Humoresque: Sakasama no Chō" (Dirigida y escrita por Yuki Inomata, 2006) basada en esta canción y se convirtió en el tema principal.
Se trata de una canción que toca el tema abiertamente homosexual en Japón y uno de las pocas que lo abordan. El significado literal de la canción habla de una persona que dejó atrás un fatal romance y de repente se enamora perdidamente de alguien de su mismo sexo (de ahí el título de la canción, Mariposa invertida es una frase que metaforiza el lesbianismo). Sabiendo que puede ser peligroso, decide ignorar a la gente que les critica, tomar el riesgo y abrirle el corazón a esa persona. A pesar de que Japón es un país de ideología discutida, el público le dio muy buen recibimiento a la canción.

## Composición

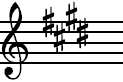
La canción está compuesta en la tonalidad de do sostenido menor.

«Sakasama no Chō» es una canción con influencias de pop rock, synth pop y balada y presenta un ritmo palpitante.
La intérprete la compuso junto a Yamano Hideaki, y la produjo el primero en compañía de Yasumitsu Shinto y Kenichi Fujita. De acuerdo con una partitura publicada en el sitio Musicnotes.com por Alfred Music Publishing, el tema tiene un tempo de 90 pulsaciones por minuto y está compuesto en la tonalidad de Do sostenido menor. El registro vocal de la artista se extiende desde la nota fa♯3 hasta la si♭4.

## Recepción

### Comentarios de la crítica
El personal de Audio Sound Hatena dijo que la canción suena «elegante y amarga, el choque del platillo es limpio, pero bastante enfatizado. Debido a que el arpegio de la guitarra también es imponente, es oscura, potente y madura, pero tiene una sensación moderadamente aireada, nítida y una sensación rítmica». También el público en diversas entrevistas opinó que se trataba de una balada madura y que «Canta con un poema dedicado y un tono cálido de la guitarra, y una melodía suave como si estuviera nevando.»

### Desempeño comercial
«Sakasama no Chō» se convirtió en un éxito en Japón, pues logró el número 46 en la lista Oricon del 2006 y fue certificado con un disco de oro. A fecha de hoy, Sakasama no Chō es el magnum opus de la cantante. A pesar de que no fue lanzada en los Estados Unidos, se las arregló para entrar en listas.

## Promoción

### Vídeo musical
Hay dos versiones del vídeo, la versión Humoresque y la versión Jigoku Shōjo. Esto debido a que fueron dos obras audiovisuales en las que dicha canción fue destacable.
El vídeo musical fue filmado en Japón bajo la dirección de Sony Music Japan. Ambas versiones muestran a SNoW sentada con un look bohemio y tocando una guitarra acústica en un cuarto negro donde sólo hay un sillón (donde está sentada tocando), un baúl, un farol, el marco de una pintura y una jaula donde se encuentra una mariposa de diamantina plateada. Según la versión, se intercalan varias escenas de la película o el anime.

## Lista de canciones
| N.º | Título                     | Escritor(es)         | Productor(es)                          | Duración |  |
| 1.  | «Sakasama no Chō»          | SNoW; Yamano Hideaki | SNoW; Yasumitsu Shinto; Kenichi Fujita | 4:33     |  |
| 2.  | «night light»              | SNoW                 | Yasumitsu Shinto                       | 4:42     |  |
| 3.  | «BleacH (english version)» | SNoW                 | SNoW; Yasumitsu Shinto                 | 3:33     |  |

## Listas
| País  | Lista (2006) | Mejor posición |
| ----- | ------------ | -------------- |
| Japón | Oricon       | 46             |